# Калмар (Алберта)
Калмар (енгл. Calmar) је малена варошица у централном делу канадске провинције Алберта. Налази се у статистичкој регији Велики Едмонтон, на 35 км југозападно од главног административног центра провинције града Едмонтона. 
Према резултатима пописа из 2011. у варошици је живело 1.970 становника у 798 домаћинстава, што је за 0,6% више у односу на попис из 2006. када је регистровано 1.959 житеља.

## Становништво
| 2011. |
| ----- |
| 1.970 |